# Província de Carangas

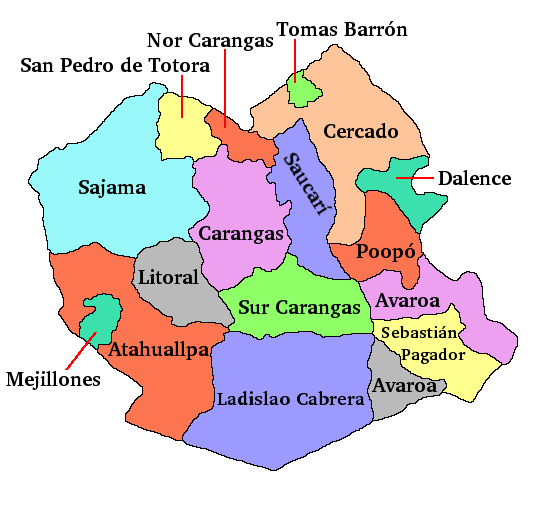
Les províncies del Departament d'Oruro.

La província de Carangas és una de les 16 províncies del Departament d'Oruro, a Bolívia. La seva capital és Corque.